# Pionsat
Pionsat är en kommun i departementet Puy-de-Dôme i regionen Auvergne-Rhône-Alpes i centrala Frankrike. Kommunen ligger i kantonen Pionsat som tillhör arrondissementet Riom. År 2022 hade Pionsat 1 042 invånare.

## Befolkningsutveckling
Antalet invånare i kommunen Pionsat
| Referens: INSEE |